# Jakub (Kostiuczuk)
Jakub (ofic. tyt. Jego Ekscelencja Najprzewielebniejszy Jakub, Prawosławny Arcybiskup Białostocki i Gdański), imię świeckie Jakub Kostiuczuk (ur. 22 października 1966 w Narwi) – polski duchowny prawosławny, doktor habilitowany nauk teologicznych, arcybiskup, ordynariusz diecezji białostocko-gdańskiej, profesor Chrześcijańskiej Akademii Teologicznej w Warszawie.

## Życiorys
Ukończył Technikum Elektryczne w Białymstoku, gdzie później pracował jako elektryk. W 1987 wstąpił do monasteru supraskiego, przyjął postrzyżyny zakonne i otrzymał święcenia diakońskie. W tym samym roku rozpoczął studia w Moskiewskiej Akademii Teologicznej, gdzie w 1992 obronił pracę magisterską. Święcenia kapłańskie przyjął z rąk ówczesnego arcybiskupa białostockiego i gdańskiego Sawy w 1989, a śluby zakonne złożył w 1993. W 1995 rozpoczął pracę w Chrześcijańskiej Akademii Teologicznej w Warszawie, jako asystent w Katedrze Teologii Dogmatycznej i Moralnej. Od tego też roku pełnił funkcję duchowego opiekuna Prawosławnego Bractwa Świętych Cyryla i Metodego. Później mianowany namiestnikiem monasteru Zwiastowania Przenajświętszej Bogarodzicy i św. Jana Teologa w Supraślu.
Święcenia biskupie otrzymał 11 maja 1998 z tytułem biskupa supraskiego. Od sierpnia 1998 jest duchowym opiekunem Bractwa Młodzieży Prawosławnej. Decyzją Świętego Soboru Biskupów 30 marca 1999 powołany ordynariuszem diecezji białostocko-gdańskiej. Uroczysty ingres na katedrę białostocką odbył 22 maja 1999. Dnia 16 czerwca 2008 otrzymał godność arcybiskupa.
27 czerwca 2011 w Chrześcijańskiej Akademii Teologicznej w Warszawie obronił pracę doktorską na temat „Dogmat chrystologiczny w tekstach liturgicznych św. Jana Damasceńskiego”.
W 2016 został członkiem delegacji Polskiego Autokefalicznego Kościoła Prawosławnego na Święty i Wielki Sobór Kościoła Prawosławnego.
Jest autorem publikacji naukowych, popularnonaukowych i rozważań religijnych. Jest m.in. autorem dzieła: O tajemnicy zbawienia, Wydawnictwo Uniwersytetu w Białymstoku, Białystok 2014, ISBN 978-83-7431-394-0 (s. 176) i współautorem publikacji pt. Specyfika polskiej terminologii prawosławnej. Koncepcja normatywizacji pisowni (inni autorzy: ks. Jerzy Tofiluk, ks. Marek Ławreszuk, ks. Włodzimierz Misijuk, Jarosław Charkiewicz), Wydawnictwo Uniwersytetu w Białymstoku, Białystok 2016, s. 140. 28 marca 2019 uzyskał stopień doktora habilitowanego nauk teologicznych. 30 marca 2019 podczas uroczystej sesji Rady Miasta Białegostoku został uhonorowany tytułem honorowego obywatela miasta Białegostoku.
30 maja 2019 został członkiem Rady Uczelni Chrześcijańskiej Akademii Teologicznej w Warszawie.
1 lipca 2019 został profesorem Chrześcijańskiej Akademii Teologicznej w Warszawie.

## Odznaczenia
W 2015 został odznaczony Złotym Krzyżem Zasługi.
Arcybiskup Jakub był wielokrotnie uhonorowany odznaczeniami cerkiewnymi i państwowymi, w tym:
– orderem św. Równej Apostołom Marii Magdaleny II stopnia z ozdobami (2018)
– Medalem 100-lecia odzyskania niepodległości (2018)
– Złotym Krzyżem Zasługi (2015)
– Złotą Odznaką „Za zasługi w pracy penitencjarnej" (2019)
– Złotym Krzyżem Zasługi dla Policji (2008)
– Medalem „Pro Memoria" (2009)
– Medalem „Pro Patria" (2015)
– Odznaką św. Mikołaja Cudotwórcy Opiekuna Więziennictwa (2010)
– Nagrodą im. Księcia Konstantego Ostrogskiego (2022)
– Orderem św. Równej Apostołom Marii Magdaleny I stopnia (2024)
– Brązowym Medalem „Zasłużony Kulturze Gloria Artis” (2025)